# エドゥアール・ニューポール

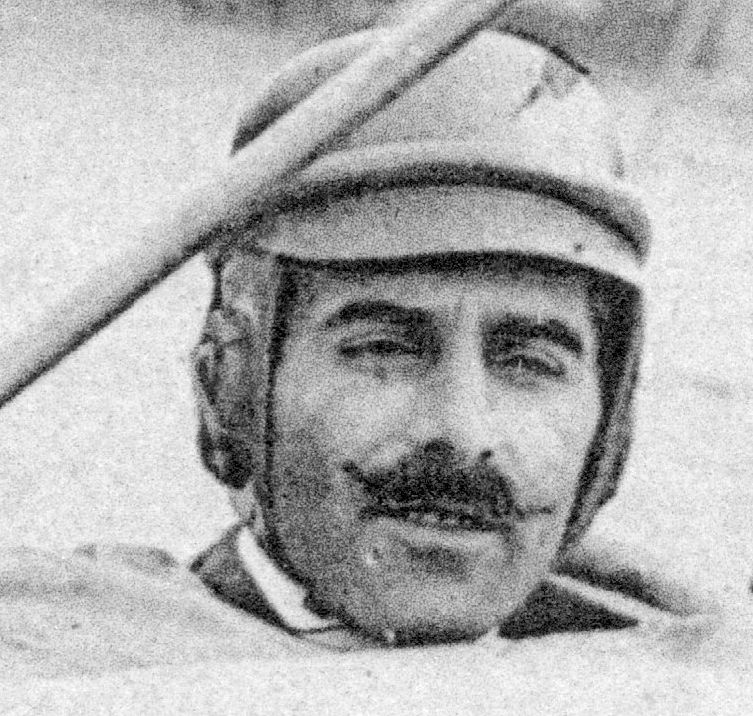
エドゥアール・ニューポール

エドゥアール・ニューポール（Édouard de Niéport またはEdouard Nieuport 、1875年8月24日 - 1911年9月15日）はフランスの航空のパイオニアである。弟のシャルルとニューポールを設立し、初期の飛行機を設計製作した。デモ飛行中に事故死した。
アルジェリアの ブリダで、フランス砲兵隊の将校の息子に生まれた。自転車競技に夢中になり、1896年に電気の専門学校に進んだ。1897年のPrix Zimmermannを含むいくつかの自転車レースで活躍した。1898年にはフランスの選手権で3位となった。
1902年にSuresnesに弟のシャルルと自動車の発電機などの電装品を製造する会社 Nieuport-Duplex を設立した。ニューポールの電装品はアントワネットの航空機用エンジンに用いられ、初期のフランスの飛行機に使われた。これからニューポールは航空の世界に入った。
1908年1月13日、社名を Société Générale d’Aéro-Locomotion (ALS)に変えて、1909年、ヴォアゾン機を購入し、飛行を練習し、自社の電装品のテストを行った。ヴォアゾン機が飛行中の火災を起こすが、ニューポールは無事生還した。自分で飛行機を作りレースに出場しようときめて、ニューポール Iを製作した。小さな単葉の機体であったが、20馬力ほどのエンジンで70km/hの速度を出すことができた。
28馬力のエンジンを搭載したニューポール IIは1911年3月6日、101km/hの速度を出し、5月21日、当時の世界速度記録、119 km/hを樹立し、6月16日には133km/hに記録を伸ばした。1911年5月には、飛行機の製作メーカ Société Nieuport et Deplante を設立した。1911年7月のイギリスで開かれたゴードン・ベネット・カップで、ニューポール機が優勝し、エドゥアール・ニューポールが操縦する機体も3位になった。
1911年9月、フランス陸軍に飛行機を納入するために、シャルニー飛行場（Charny ）まで飛行した。飛行場は強風下であったが、デモ飛行を命じられた。着陸態勢に入った時に強風にあおられて、機体は地面に激突した。ニューポールは座席から投げ出され機体に叩きつけられた。ニューポールはその夜のうちに死亡した。
ニューポールの会社は弟のシャルルが経営を続けたが、シャルルも1913年1月航空機事故で死亡し、会社はアンリ・ドゥッシュ＝ド＝ラ＝ムルトの一族に買収された。有能な技術者、グスタフ・ドラージュが雇われ、第一次世界大戦で活躍した戦闘機、ニューポール 11などを製作したことで知られることとなった。